# Favites abdita
Espèce
Statut CITES
Favites abdita est une espèce de coraux appartenant à la famille des Merulinidae ou la famille Faviidae.

## Description et caractéristiques

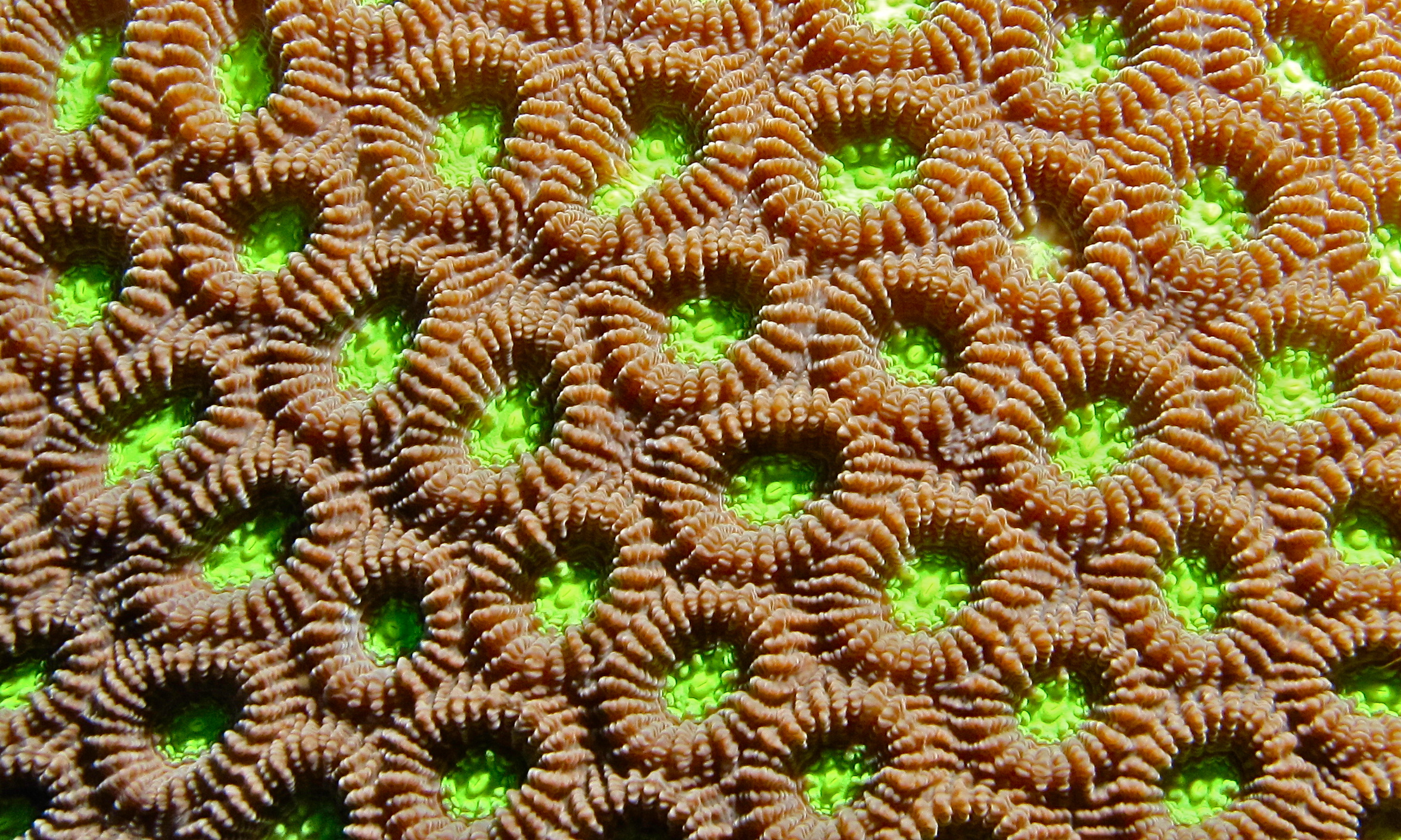
Détail des polypes de Favites abdita (Sulawesi, Indonésie)